# Веселинівка (Березівський район)
Весели́нівка (чеськ. Veselynivka)  — село Березівської міської громади у Березівському районі Одеської області в Україні. Населення становить 213 осіб.
Село заснували 12 лютого 1912 року нащадки чеських побілогорських євангельських емігрантів переважно з села Богемки Анан'ївського повіту Херсонської губернії (нині Миколаївська область) на землях пана Сиротинського.
Колишні назви села: Сиротинка, Чехославія (1923—1930), хутір Чехи (1930—1940), знову Сиротинка (1940—1950), а з 1950 року — Веселинівка.

## Населення

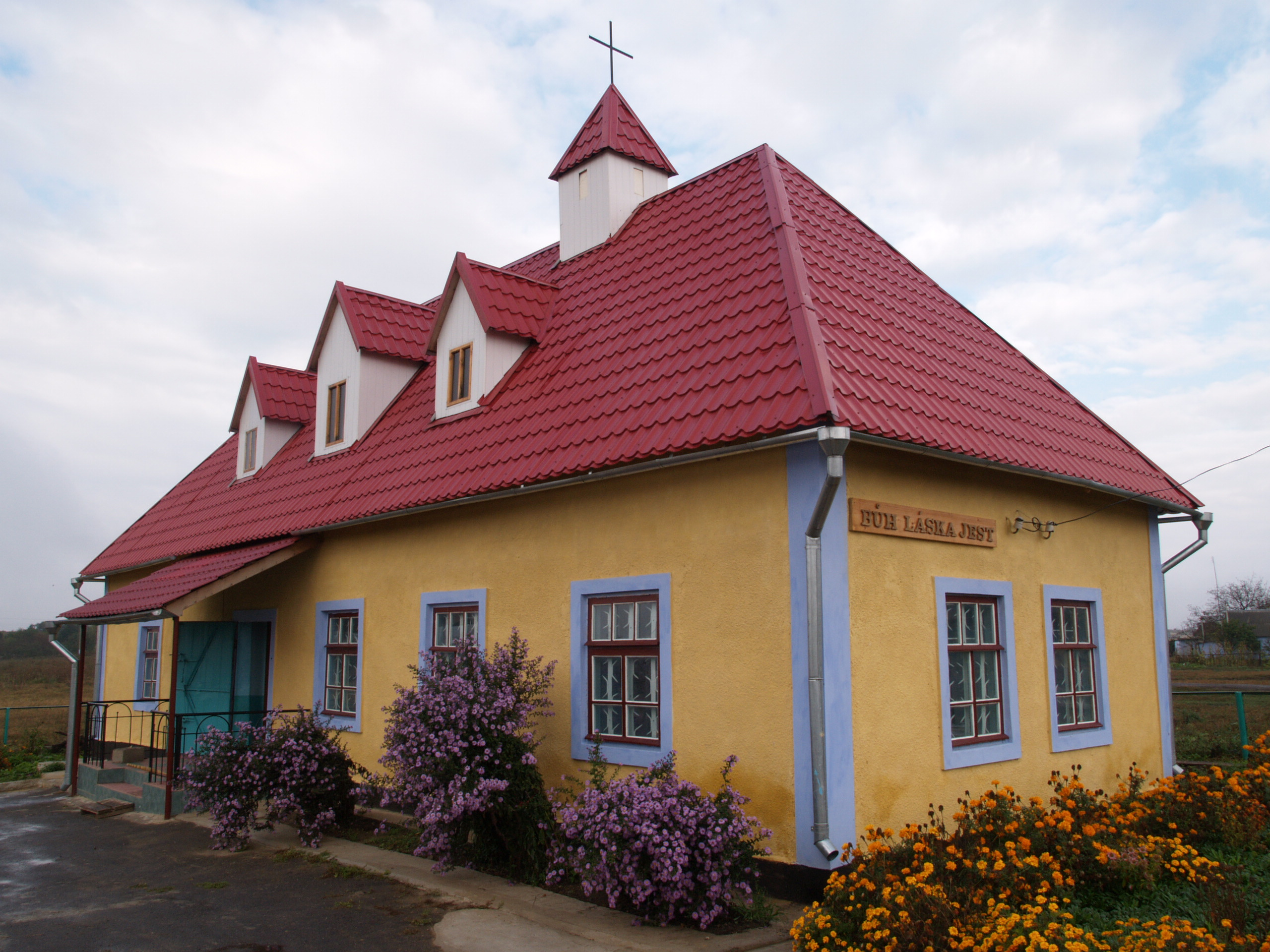
Чеський євангельський храм у Веселинівці

Згідно з переписом 1989 року населення села становило 176 осіб, з яких 80 чоловіків та 96 жінок.
За переписом населення 2001 року в селі мешкало 213 осіб.

### Мова
Розподіл населення за рідною мовою за даними перепису 2001 року:
| Мова       | Чисельність | Відсоток |
| ---------- | ----------- | -------- |
| чеська     | 128         | 60,09%   |
| українська | 78          | 36,62%   |
| російська  | 6           | 2,82%    |
| румунська  | 1           | 0,47%    |
| Усього     | 213         | 100%     |